# Гольмак, Владимир Алексеевич
Влади́мир Алексе́евич Го́льмак (бел. Уладзімір Аляксеевіч Гольмак; род. 11 октября 1966, Бобруйск) — белорусский футболист и тренер.

## Клубная карьера
Начинал карьеру в составе могилёвского «Днепра» (1992-93), с 1994 по июнь 1995 года играл за бобруйский «Шинник». В 1996 году вместе с мозырским МПКЦ стал чемпионом страны. Закончил карьеру в 1999 году в составе минского «Торпедо».

## Тренерская карьера
С 2002 года работал помощником главного тренера минского «Локомотива» Анатолия Юревича. В 2004 году сам возглавил эту команду и помог ей одержать победу в первой лиге. С лета 2005 года работал в слонимским «Коммунальнике», а в 2006 году пополнил тренерский штаб «Гомеля». Некоторое время исполнял обязанности главного тренера гомельского клуба.
В декабре 2007 году перешёл на работу в минское «Динамо». Сначала был главным тренером дубля, а в 2009 году стал ассистентом главного тренера Сергея Гуренко. В мае 2010 года, после отставки Гуренко, стал главным тренером клуба. Вместе с «Динамо» дошёл до стадии плей-офф квалификации Лиги Европы 2010/11, но в чемпионате этого сезона минчане остались без медалей.
В декабре 2010 года перешёл из «Динамо» на место главного тренера СКВИЧа. В 2012 году работал в гродненском «Немане». В марте 2013 года вновь возглавил СКВИЧ, главным тренером которого оставался до осени 2013, когда принял предложение войти в тренерский штаб новополоцкого «Нафтана».
В мае 2014 года после отставки Алексея Меркулова был назначен главным тренером «Гомеля». Сумел вывести клуб в число первых шести команд после первого этапа чемпионата сезона 2014, но во втором этапе команда стала выступать значительно хуже и в итоге заняла шестое место.
В декабре 2014 года стало известно, что Гольмак останется главным тренером «Гомеля» в сезоне 2015.
В январе 2015 получил тренерскую лицензию категории PRO.
В сезоне 2016 работал в тренерском штабе клуба «Звезды-БГУ», а в январе 2017 года был назначен главным тренером «Белшины». Перед командой стояла задача вернуться в Высшую лигу, однако после успешного старта «Белшина» стала проигрывать, и в июне 2017 года Гольмак покинул бобруйский клуб.
В ноябре 2017 года стало известно о назначении Гольмака на пост главного тренера клуба ЮАС. Оставил житковичский клуб в июле 2018 года.
В январе 2019 года стал тренером в новополоцкого «Нафтана». В декабре 2019 года стало известно, что Гольмак перешел на работу в юношеские команды солигорского «Шахтёра».

## Достижения

### Как игрок
- Чемпион Белоруссии: 1996
- Серебряный призёр чемпионата Белоруссии: 1992, 1995

### Как тренер
- Победитель Первой лиги Белоруссии: 2004